# Hydroptila mitirigalla
Hydroptila mitirigalla är en nattsländeart som beskrevs av Schmid 1958. Hydroptila mitirigalla ingår i släktet Hydroptila och familjen smånattsländor. Inga underarter finns listade i Catalogue of Life.